# A Different Me
A Different Me este cel de-al treilea album de studio al interpretei americane Keyshia Cole. Materialul a fost lansat în Statele Unite ale Americii la data de 16 decembrie 2008, prin intermediul caselor de discuri Imani, Geffen și Interscope.

## Lista cântecelor
1. „A Different Me Intro” — 1:47
2. „Make Me Over” (duet cu Too $hort) — 3:06
3. „Please Don't Stop” — 4:04
4. „Erotic” — 4:11
5. „You Complete Me” — 3:51
6. „No Other” (duet cu Amina Harris)  — 3:35
7. „Oh-Oh, Yeah-Yea” (duet cu Nas)  — 3:58
8. „Playa Cardz Right” (duet cu 2Pac)  — 4:51
9. „Brand New” — 4:16
10. „Trust” (duet cu Monica) — 4:13
11. „Thought You Should Know” — 4:18
12. „This Is Us” (duet cu Anthony Hamilton) — 3:16
13. „Where This Love Could End Up” (duet cu Diddy) — 2:55
14. „Beautiful Music” — 3:59
15. „A Different Me Outro” — 1:31

Cântece bonus distribuite prin iTunes
1. „Playa Cardz Right (No Rap Version)” — 3:57
2. „I Love You” (duet cu Lil Wayne) — 4:23

## Clasamente
| Clasament                  | Poziția maximă | Referință |
| -------------------------- | -------------- | --------- |
| U.S. Billboard 200         | 2              | [ 1 ]     |
| U.S. Billboard R&B/Hip-Hop | 1              | [ 1 ]     |
| World Albums Top 40        | 8              | [ 1 ]     |